# Soccer Mommy
Sophia Regina Allison, beter bekend onder haar artiestennaam Soccer Mommy (Zwitserland, 27 mei 1997), is een Amerikaans singer-songwriter.

## Biografie
Allison werd geboren in Zwitserland. Ze groeide op in Nashville in de Verenigde Staten waar ze gespecialiseerd onderwijs genoot aan de Nashville School of the Arts. Daar studeerde ze gitaar.
In 2015 begon ze haar zelf opgenomen werk te publiceren op Bandcamp, onder de artiestennaam Soccer Mommy. Haar eerste liveoptreden gaf ze toen ze studeerde aan de Universiteit van New York. Niet lang na dat optreden tekende ze bij Fat Possum. Haar demoalbum For young hearts werd uitgebracht in 2016 bij Orchid Tapes. Ze brak haar studie af en keerde terug naar Nashville om zich te focussen op haar carrière in de muziek.
Na het verzamelalbum Collection in 2017 met bewerkte versies van haar eerder op Bandcamp gepubliceerde opnames, verscheen haar eerste studioalbum Clean op 2 maart 2018. In de zomer van 2018 tourde ze met Paramore en Foster the People. Tevens opende ze shows voor Vampire Weekend en Wilco. In 2020 volgde haar tweede studioalbum Color theory.

## Discografie

### Demo
- For young hearts, 2016

### Studioalbums
- Clean, 2018
- Color theory, 2020
- Sometimes, Forever, 2022
- Evergreen, 2024

### Verzamelalbums
- Collection, 2017
- Soccer Mommy & friends singles series, 2020